# セバスティアーノ・フィリッピ

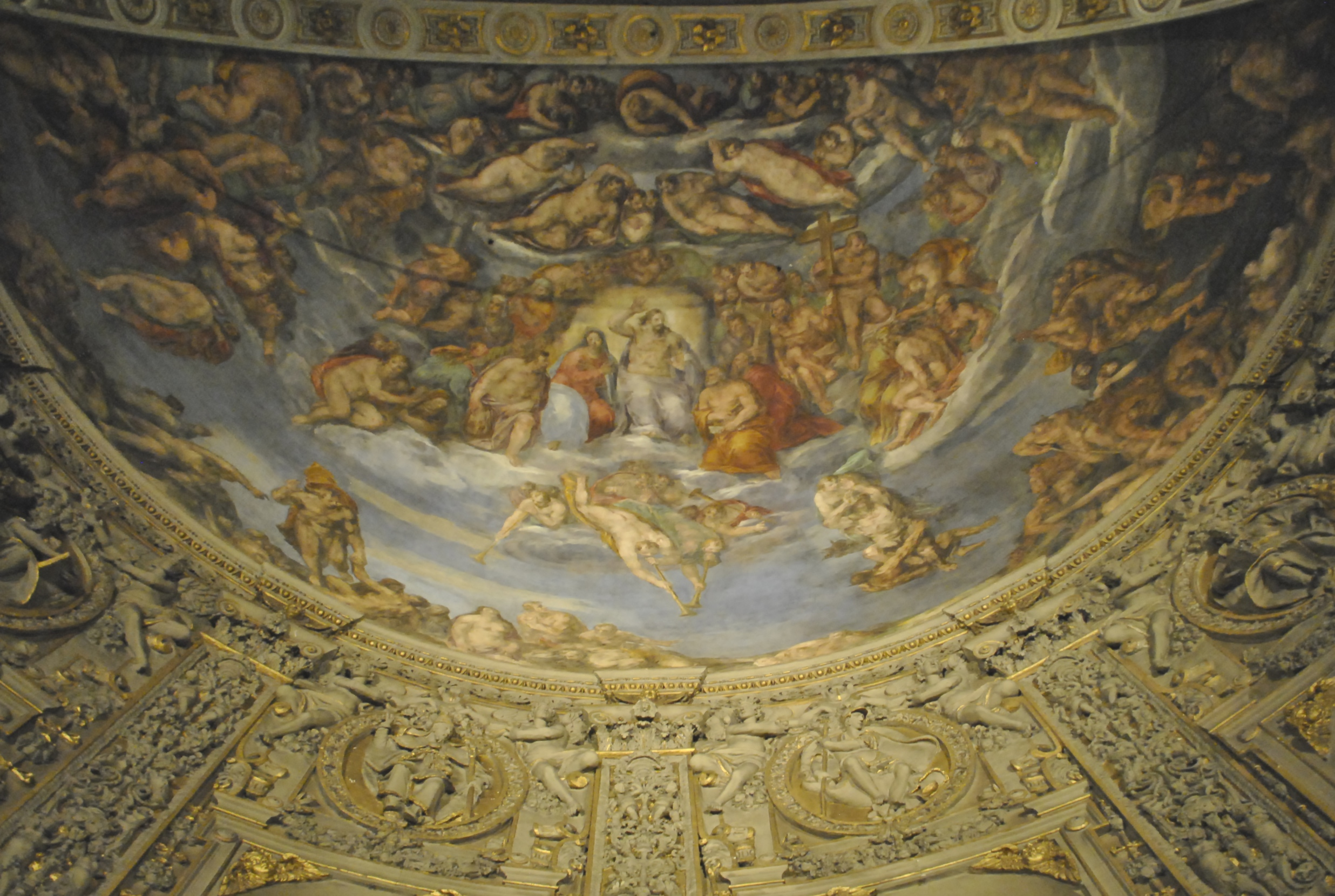
セバスティアーノ・フィリッピ作『最後の審判』(1577–1581)、フェラーラの聖堂（Cattedrale di San Giorgio）

イル・バスティアニーノ（Il Bastianino）の通称で知られるセバスティアーノ・フィリッピ（Sebastiano Filippi、1532年ころ - 1602年8月23日）はイタリアの画家である。フェラーラ派の画家の一人とされる。同名のの画家の祖父と区別するために「若い方のセバスティアーノ・フィリッピ（Sebastiano Filippi il Giovane）」とも呼ばれる。

## 略歴
レンディナーラで画家カミーロ・フィリッピの息子に生まれた。弟のチェーザレ・フィリッピ（Cesare Filippi: 1536-1602以降）も画家になった。父親から絵を学び、父親と共にフェラーラのオラトリオ・デッレ・アンヌンツィアータOratorio dell'Annunziataの壁画などの仕事をした。
1526年に父親から離れ、ローマに移り、ローマで数年間滞在した。ローマではフェラーラ出身の教皇の侍医のヤーコポ・ボナコッシ（Jacopo Bonacossi）に推薦されてミケランジェロ・ブオナローティ（1475-1564）のもとで修行した。7年間の修行の後、1833年にフェラーラに戻り、フェラーラ公アルフォンソ1世・デステと1534年にフェラーラ公を継いだエルコレ2世・デステの支援を受けて活動した。
ヴィガラーノ・マイナルダにある教会のために宗教画を描き、フェラーラのエステンセ城（Castello Estense）の壁画を父と弟とともに描いた。エステンセ城ではレオナルド・ブレシア（Leonardo Brescia: 1520–1582）とも働いたとされている。
作品には1577年から1581年にフェラーラ大聖堂に描かれた、ミケランジェロの作品を模倣した『最後の審判』のフレスコ画もある。

## 作品

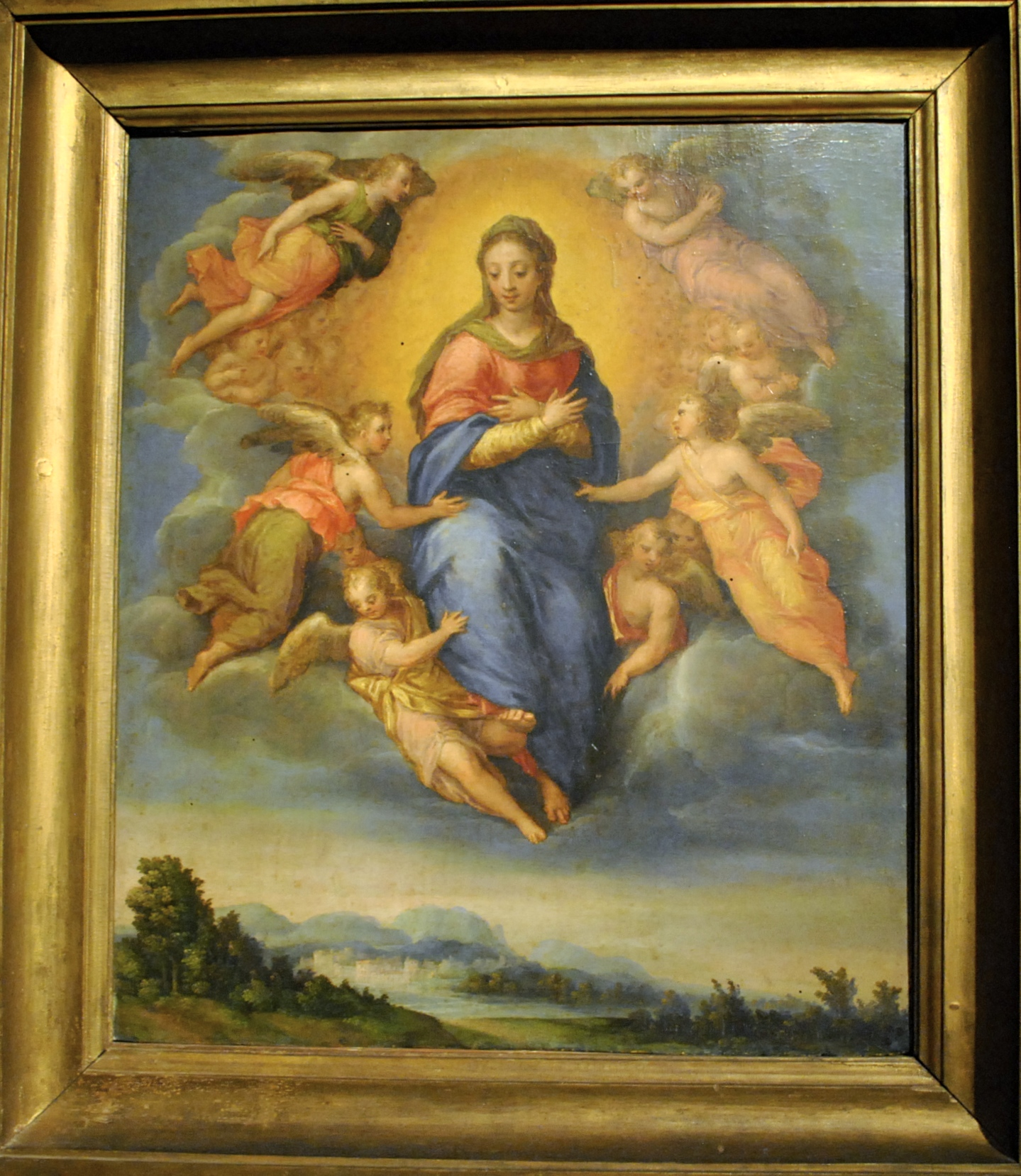
聖母被昇天 (c.1560) Pinacoteca nazionale (Ferrara)
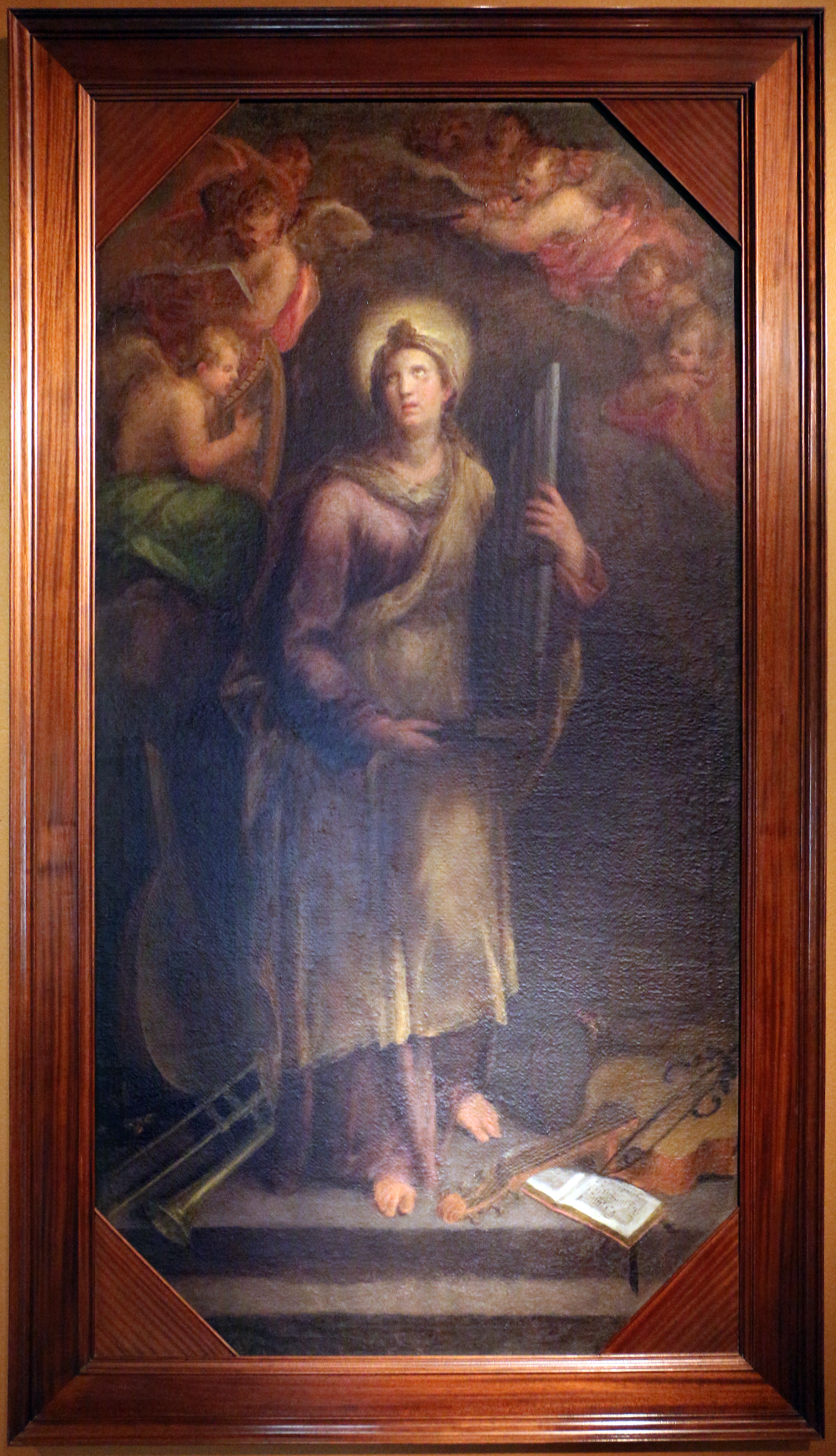
聖セシリア Pinacoteca nazionale (Ferrara)
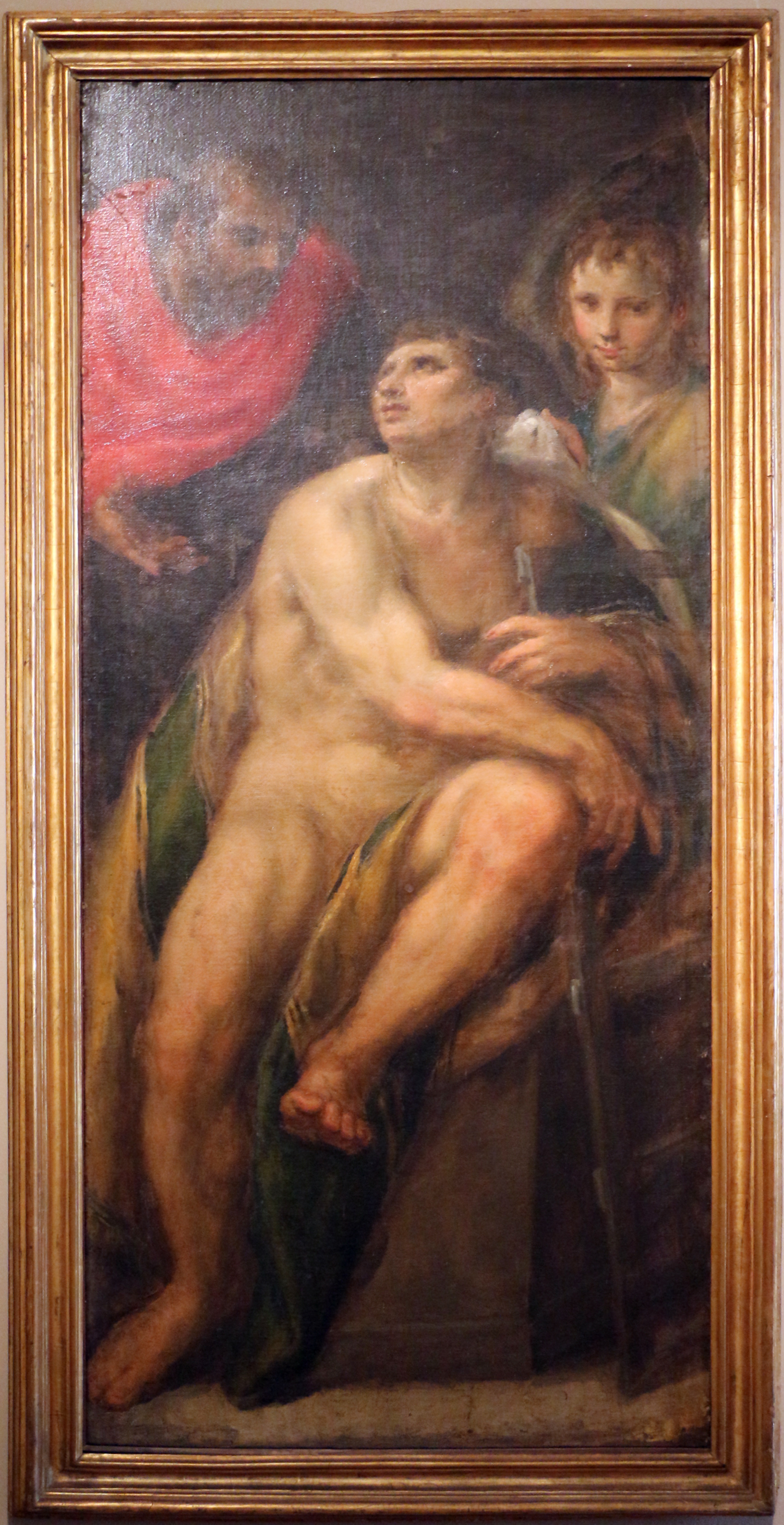